# News Access
News Access（ニュースアクセス）は、主にBSデジタル放送向けに放送している、テレビ朝日制作の報道番組。
また『お昼のNews Access』の後番組『ごごいち!ニュースキャッチ』についても述べる。

## 概要
2000年12月1日のBS朝日開局時から続く定時ニュース番組で、ANNニュースの衛星放送版に相当する。キャスターはテレビ朝日アナウンサーやテレビ朝日アスクに通っている大学生らが交代で担当する。ただし2020年4月から、月曜～金曜夕方を除き地上波のANNニュースの映像の再放送となっている。
2012年3月19日からは同じBSデジタル放送のDlife（2013年3月終了）、同年4月1日からはCSデジタル放送の朝日ニュースター（現在のテレ朝チャンネル2）でも放送される。
天気予報のナレーションは佐藤紀子（元テレビ朝日アナウンサー）。
2022年3月にBSフジの『BSフジNEWS』が終了したため、キー局系民放BS局唯一のスポットニュース番組となっている。
地上波版ANNニュースとの相違点
- News Access専用スタジオ（アーク放送センター時代はDスタジオ、現社屋では65スタジオ）から放送されている。
- 系列局が取材したニュースは「協力」の後に取材局をテロップ表示されている。
- 終了時の「協力 ANN」のクレジット表記は現行ロゴに変更した現在でも1970年発足時のものが使われている。
- 2003年9月までニュースのサブ項目は番組独自で表示されていたが、現在は地上波版と同じテロップで表示されている。

## 放送内容

### ストレートニュース
放送時間
- 月曜 - 金曜：10:55/16:54
- 土曜：10:55/15:54
- 日曜：10:55/12:55/15:54

2021年までは夏季の「全国高校野球選手権大会中継」（朝日放送→朝日放送テレビ制作）放送期間中は次の試合が開始するまでのインターバルに放送されていた。現在は夏季（全国高校野球選手権大会期間中）と年末年始は平日10:55以外は休止される。
CSテレ朝チャンネル（現在のテレ朝チャンネル1）でも同じ形態の番組が「テレ朝チャンネルニュース」として2012年3月30日まで放送されていた。「News Access」の放送されていない時間帯（8:55／11:55／13:55／17:55／20:55）に編成し、平日のみの放送で土・日曜、祝日は休止。担当キャスターは共通となる。
なお、2012年3月17日開局のDlife（平日10:55／15:50／18:54）と、同年4月1日からテレビ朝日直営となった朝日ニュースター（現在のテレ朝チャンネル2。平日10:55／15:50／18:54）においてもサイマル放送を行なっているが、Dlifeでの放送は2013年3月をもって終了した。
2012年4月より開局以来続いていたオープニング映像が一新された。
かつては18:54にも放送していたが2014年10月に終了した。18時台は以前の「News Access 730」の放送枠だった。
2020年10月2日を最後に平日8:00、14:54の放送を終了した。
キャスター
- 平日の8:00 - 8:05と10:55 - 11:00の枠は、月曜日を除きテレビ朝日アナウンサーが担当している。
- 一方、土曜・日曜と平日の一部はアナウンサーを目指す大学生（テレビ朝日アスクの受講生）やアスクマネージメント所属のキャスターが担当する。

過去に出演していたキャスター
☆は現在の所属局。◇はフリー転向後に出演。
| - 阿部美里（☆東日本放送） - 安藤萌々（☆テレビ朝日） - 池間昌人（☆NHK） - 石神愛子（☆名古屋テレビ放送） - 伊藤舞（☆福岡放送） - 伊藤未奈（福井放送） - 井上真帆（元富山テレビ放送） - 岩﨑果歩（☆NHK） - 氏田朋子（元中部日本放送） - 内山絵里加（元静岡放送） - 浦野遥（NHK宇都宮放送局キャスター） - 神谷文乃（☆岡山放送） - 亀井京子（元テレビ東京） - 木下瑠音（元仙台放送） - 小林美保（☆NHK新潟放送局キャスター） - 阪中香織（元日本BS放送） - 五月女結（☆メ〜テレ） - 高橋美穂（☆新潟テレビ21） | - 武田玲子（☆ミヤギテレビ） - 田原萌々（☆テレビ朝日） - 徳島えりか（☆日本テレビ） - 永井まどか（元青森放送） - 中西可奈（☆鹿児島放送） - 名久井麻利（☆東北放送） - 西野志海（☆テレビ東京） - 忽滑谷こころ（☆日本テレビ） - 橋本ありす（☆静岡朝日テレビ） - 弭間花菜（元秋田朝日放送） - 加納有沙（元九州朝日放送） - 畠山園佳（テレビ高知） - 林田理沙（☆NHK） - 藤本万梨乃（☆フジテレビ） - 細谷めぐみ（☆九州朝日放送） - 堀友理子（元朝日放送） - 前田阿希子（元毎日放送） - 丸井汐里（☆NHK広島放送局キャスター） | - 三ツ木麻喜（元静岡朝日テレビ） - 柳瀬若菜（元青森放送） - 吉澤一彦 - 吉田沙織（☆九州朝日放送） - ◇川井綾子（元青森朝日放送） - ◇清水由美（元メ〜テレ） - ◇前田真里（元長崎文化放送） - 田幸知有紗（降板後日経CNBC） - 福田貴子 - 青木梨紗（テレビ神奈川報道局報道部記者） - 酒井淑絵 - 宮澤那奈 - 門馬遥香 - 宮崎あずさ（☆NHK） |

## 過去の放送

### News Access 730
放送時間
- 月曜 - 金曜 19:30 - 19:55

概要
- ニュース映像は『スーパーJチャンネル』のものを流用している。
- スポーツ中継などで定刻放送できない場合は「News Access」のタイトルで、放送時間を17時台か18時台に繰り上げ（高校野球中継の大幅な延長の場合は20時台以降に繰り下げ）し、5分 - 10分の短縮版で放送する。
- 以前はヤンマー提供『ヤン坊マー坊天気予報』を内包していたが、その後独立して18:45から地上波の日本テレビ系列のニュースで放送。なお、天気予報も引き続き『News Access 730』のキャスターが担当。
- 2009年4月3日金曜日をもって『ヤン坊マー坊天気予報』とともに放送終了。金曜日の後番組『週刊!しっかり見ナイト』は、金曜19時台のニュースの役割りにもなっていたが、1年後の2010年3月に終了。

### ごごいち!ニュースキャッチ
2012年4月 - 2013年3月
放送時間
- 月曜 - 金曜 13:00 - 13:55

概要
- 2012年3月30日までは「お昼のNews Access」として放送。同年4月2日より「ごごいち!ニュースキャッチ」に変更し放送開始。

出演者
- メインキャスター：野村真季
  - 野村が取材などで休みの時は佐分千恵などが担当する。
- コメンテーター：三反園訓ほか
  - 取材した記者やデスクも出演する。
- シネマアクセス担当：斎藤康貴
  - 毎週金曜日の「シネマアクセス」のコーナーのみ出演。

天気予報（月 - 金）
- 毎週金曜日のみ気象予報士がスタジオで解説する。

番組独自のコーナー
- 経済部発 復活!ニッポン丸（2011年10月 - ）
  - 日本を元気にする企業を紹介するコーナー。取材を担当したテレビ朝日経済部記者が出演する。
- ニュースWhy?（2012年1月17日 - 、不定期）
  - 政治、経済などのニュースを三反園訓などのコメンテーターがニュースの真相を分かり易く解説する。

テーマ曲（2012年4月 - ）
- オープニング：「ゆらめき午後」（作曲：水流ともゆき）
- エンディング：「アンカー」（作曲：榊原大）：「お昼のNews Access」に引き続き使用されている。

### お昼のNews Access
放送時間
- 月曜 - 金曜 13:00 - 13:55

概要
- 「ごごいち!ニュースキャッチ」の前身となった番組で、メインキャスターやコメンテーターに変更はない。
- 大和証券グループの一社提供となっていたが、後にスポンサー無しとなった。
- ニュース映像は地上波の昼のANNニュースのものを流用している。また後半の特集の一部では前夜に放送された『スーパーJチャンネル』の関東ローカルパート放送分を流している。以前は12:00 - 13:50で放送していた。
- 2011年10月3日からは内容が大幅にリニューアルされ、番組独自の特集や、取材記者を積極的に出演させるようになったり、今話題の人や与野党党首や幹部クラスをスタジオに迎えたりするようになった。また、これまで不定期出演だった三反園訓などのテレビ朝日コメンテーターが番組のコメンテーターとなり、以前よりも番組の独自色が強くなった。

テーマ曲（2011年10月 - 2012年3月）
- オープニング：「lunchtime access」（作曲：水口浩次）
- エンディング：「アンカー」（作曲：榊原大）

2011年9月までの主な出演者
- アナウンサー：川瀬眞由美、高橋真紀子、佐分千恵、上宮菜々子、堂真理子、矢島悠子、市川寛子、 前田有紀、大木優紀、小川彩佳 ほか。
- コメンテーター：田中喜代重（弁護士）、三反園訓、角南源五、山田惣一、鈴木悟、伊井忠義、田中良介、小泉成史、秋山知樹、出町譲、岡田豊、長谷川洋、内藤正彦（記者・担当部デスク）ほか。

2011年9月までの番組BGM
- オープニング（nashmusic演奏　NSF-256-25）は、一時通販番組の効果音楽として使われたことがある。
- ヘッドラインのBGMは、かつてテレビ朝日で放送されていた『ザ・ニュースキャスター』の番宣で使用されたものと同じ（他に長野朝日放送の『ABNステーション』やフジテレビ系列であるBBTの『富山テレビニュース』やTNCの『TNCニュース』でも使用されていた）である。
- CM前ジングル及び提供BGMは以前、千葉テレビ『ctcニュース930ライフ』の番宣CM・『TKUニュース』・FM宮崎の『ニュース&ウエザーインフォメーション』のニュース部分のBGMとして使われていた物と同じである。2017年現在、カンテレ『ウラマヨ』の「関西どうかしてるぜ!ニュース」のコーナーで使用されている。
- エンディングは、nashmusic演奏　NSF-256-23が使用された。

## 番組BGM
天気予報・・・「きみは愛されるため生まれた」（松本優香）使用終了

## 関連番組
- ANN NEWS〜六本木発 （朝日ニュースター・当時）

2003年10月4日から2007年3月30日まで放送。その後は、朝日ニュースター自社制作のニュースに切り替えられる。『お昼のNews Access』の冒頭のニュースコーナー（約8分間）は朝日ニュースターでも、オープニング及びタイトルを『ANN NEWS～六本木発』に差し替えて放送していた。
- テレ朝チャンネルニュース （テレ朝チャンネル・当時）

『ANN NEWS～六本木発』に代わるCS向けスポットニュースとして、2007年4月から2012年3月までテレビ朝日が運営するテレ朝チャンネルにて平日に放送。『News Access』と番組フォーマットがほぼ同一化されているが、放送時間は重複されていない。
- いま世界は

開始当初は全編65スタジオから放送し、後に第5スタジオにて『やじうまテレビ!』と同一セットで放送していた。※2017年9月24日終了。
- 午後のニュースルーム

『ごごいち!ニュースキャッチ』の後継番組。※2013年9月27日終了。
BS朝日では過去に平日帯の生情報番組にて、『News Access』と同一のスタジオでニュースコーナーを放送していた。
- Morning Access ビーエス朝!

コーナーキャスター：松苗慎一郎
- Harajukuロンチャーズ

子役タレント時代の沢尻エリカや小嶋陽菜（元AKB48）、枡田絵理奈（元TBSアナウンサー）らがニュース原稿を読み、川村晃司らテレビ朝日報道局コメンテーター陣が解説していた。